# Zentralkokerei
Als Zentralkokereien bezeichnet man nach der Begriffsdefinition der Vereinigten Stahlwerke AG von 1926 „...Kokereien mit einer jährlichen Leistungsfähigkeit von 28 % (2.340.000 Jahrestonnen) der Erzeugungsmöglichkeit.“
Zentralkokereien haben einen mehrfachen Umfang von Großkokereien und somit mehrere Koksofenbatterien. Sie besitzen einen Kokskohlendurchsatz, der nur durch die Verwendung von Kohlen verschiedener Schachtanlagen gedeckt werden kann und sind deshalb mit Kohlenmischanlagen ausgerüstet. 
Zentralkokereien befinden sich immer in der Nähe der großen Hüttenwerke.
Die Begriffe Zentralkokerei und Großkokerei lassen sich nach den 1930er Jahren nicht mehr einwandfrei zuordnen, da viele Großkokereien ausgebaut wurden, aber von den Eignern nicht „Zentralkokerei“ genannt wurden. Die einzige heute noch bestehende Kokerei mit diesem Titel ist die Zentralkokerei Saar.

## Zusammenfassung
- ~ 130.000 Jahrestonnen Koks (1926)
- mehrere Batterien
- Mischanlage
- Nachbarschaft Hüttenwerk
- Kohleneinsatz von mehreren Schachtanlagen

1926 benannte Zentralkokereien:
1. Kokerei Carolinenglück
2. Kokerei Friedrich Thyssen 3/7
3. Kokerei Friedrich Thyssen 4/8
4. Kokerei Alma
5. Kokerei Nordstern
6. Kokerei Hörder Verein

Nach den 1938er Jahren wurden noch folgende Kokereien als Zentralkokereien benannt
1. Kokerei Hansa
2. Kokerei Dahlbusch
3. Kokerei Westende
4. Kokerei Zollverein
5. Kokerei Carolinenglück
6. Kokerei Lothringen
7. Kokerei Prosper